# Telesto californica
Telesto californica is een zachte koraalsoort uit de familie Clavulariidae. De koraalsoort komt uit het geslacht Telesto. Telesto californica werd in 1913 voor het eerst wetenschappelijk beschreven door Kükenthal. 